# Urs Lott
Urs Lott (* 30. Dezember 1948 in Zürich; † 18. Juni 2012 ebenda) war ein Schweizer Eishockeyspieler. Er spielte unter anderem beim Zürcher SC, dem EHC Kloten sowie dem EHC Biel in der Schweizer Nationalliga A. Sein Bruder Jürg war ebenfalls Eishockeyspieler.

## Karriere
Lott wurde 1967 mit dem EHC Kloten Schweizer Meister, einen Erfolg, den er 1978 mit dem EHC Biel wiederholte. Während seiner Zeit in Biel bildete er zusammen mit seinen Sturmkollegen Steve Latinovich und Bob Lindberg die sogenannte L-Linie. Später wurde er als einer der herausragendsten Akteure in der Geschichte des Clubs in die Hall of Fame des Vereins aufgenommen.

## Erfolge und Auszeichnungen
- 1967 Schweizer Meister mit dem EHC Kloten
- 1974 Topscorer der C-Weltmeisterschaft
- 1978 Schweizer Meister mit dem EHC Biel

## Quelle
- 40 Jahre EHC Biel, W. Gassmann Verlag, Biel